# Муніципальний стадіон Паулу Машаду ді Карвалью
Муніципальний стадіон Паулу Машаду ді Карвалью (порт. Estádio Municipal Paulo Machado de Carvalho), неофіційно відоміший як Пакаембу (Estádio do Pacaembu) — футбольний стадіон у місті Сан-Паулу, Бразилія. Стадіон налижить муніципальному уряду міста Сан-Паулу та був відкритий 27 квітня 1940.